# Washington megye (Missouri)
Washington megye az Amerikai Egyesült Államokban, azon belül Missouri államban található. Megyeszékhelye és legnagyobb városa Potosi. Lakosainak száma 23 514 fő (2020. április 1.).

## Szomszédos megyék
- Franklin megye (észak)
- Jefferson megye (északkelet)
- Saint Francois megye (kelet)
- Iron megye (dél)
- Crawford megye (nyugat)

## Népesség
A megye népességének változása:
| Lakosok száma | 25 173 | 25 100 | 25 120 | 25 172 | 24 788 | 23 514 |
|               | 2010   | 2011   | 2012   | 2013   | 2015   | 2020   |